# Fred Kohler
Ne doit pas être confondu avec son fils, l'acteur Fred Kohler Jr.
Fred Kohler est un acteur américain, né le 20 avril 1887 à Burlington (Iowa) et mort d'une attaque cardiaque le 28 octobre 1938 à Hollywood.

## Biographie
Il débuta au cinéma muet. Sa mort survint alors qu'il avait entamé sa reconversion au cinéma parlant. Il était le père de l'acteur Fred Kohler Jr. (1911-1993).

## Filmographie partielle
- 1919 : Le Dictateur (Soldiers of Fortune) d'Allan Dwan
- 1922 : Perils of the Yukon
- 1923 : Anna Christie de John Griffith Wray et Thomas H. Ince
- 1923 : La Loi du désert (Three Who Paid) de Colin Campbell
- 1923 : Le Rayon mortel (The Eleventh Hour) de Bernard J. Durning
- 1923 : La Flamme de la vie (The Flame of Life) de Hobart Henley
- 1923 : Le Pionnier de la baie d'Hudson (North of Hudson Bay) de John Ford : Armand LeMoir
- 1924 : Le Cheval de fer (The Iron Horse) de John Ford : Deroux
- 1925 : Tom le vengeur (Riders of the Purple Sage) de Lynn Reynolds
- 1925 : Winds of Chance de Frank Lloyd
- 1925 : La Ruée sauvage (The Thundering Herd) de William K. Howard
- 1927 : Quand la chair succombe (The Way of All Flesh) de Victor Fleming : Le Dur
- 1927 : Les Nuits de Chicago (Underworld) de Josef von Sternberg : Buck Mulligan
- 1927 : La Cité maudite (The City Gone Wild) de James Cruze : Gunner Gallagher
- 1927 : Caballero (The Gay Defender) de Gregory La Cava
- 1927 : The Rough Riders de Victor Fleming : Sergent Stanton
- 1927 : Swope le cruel (The Blood Ship) de George B. Seitz : Capitaine en second Fitz
- 1928 : La Blonde de Singapour (Sal of Singapore) de Howard Higgin : Capitaine Sunday
- 1928 : Tragédie Foraine (The Spieler) de Tay Garnett
- 1928 : Chinatown Charlie de Charles Hines
- 1929 : La Naissance d'un empire (Tide of Empire) d'Allan Dwan : Cannon
- 1929 : L'Aspirant détective (The Dummy) de Robert Milton
- 1929 : Stairs of Sand d'Otto Brower
- 1929 : Papillons de nuit (Broadway Babies) de Mervyn LeRoy
- 1929 : Le Célèbre Capitaine Blake (River of Romance) de Richard Wallace
- 1929 : Le Calvaire de Lena X (The Case of Lena Smith) de Josef von Sternberg
- 1929 : Au-delà du devoir (The Leatherneck) de Howard Higgin : Heckla
- 1930 : Sous le ciel du Texas (Under a Texas Moon) de Michael Curtiz : Un homme
- 1930 : Adios (The Lash) de Frank Lloyd
- 1931 : L'Attaque de la caravane (Fighting Caravans) d'Otto Brower et David Burton : Lee Murdock
- 1931 : Other Men's Women de William A. Wellman
- 1931 : Woman Hungry de Clarence G. Badger : Kampen
- 1931 : The Right of Way de Frank Lloyd
- 1932 : La Forêt en fête (Carnival Boat) d'Albert S. Rogell : Hack Logan
- 1932 : Fille de feu (Call Her Savage) de John Francis Dillon : Silas Jennings
- 1932 : Blanco, seigneur des prairies (Wild Horse Mesa) de Henry Hathaway : Rand
- 1933 : Déluge (The Deluge)
- 1933 : Le Bateau des fugitifs (Ship of Wanted Men) de Lewis D. Collins
- 1934 : La Dernière Ronde (The Last Round-up) de Henry Hathaway : Sam Gulden
- 1934 : Et demain ? (Little Man, What Now ?) de Frank Borzage : Karl Goebbler
- 1935 : Mississippi de Wesley Ruggles et A. Edward Sutherland : Capitaine Blackie
- 1935 : Je veux être une lady (Goin' to Town) d'Alexander Hall
- 1935 : Émeutes (Frisco Kid) de Lloyd Bacon
- 1936 : Une aventure de Buffalo Bill (The Plainsman) de Cecil B. DeMille : Jake
- 1937 : La Fille de Shanghai (Daughter of Shanghai) de Robert Florey : Capitaine Gulner
- 1938 : La Loi de la pègre (Gangs of New York) de James Cruze
- 1938 : Painted Desert de David Howard
- 1938 : Le Retour de Billy the Kid (Billy the Kid Returns) de Joseph Kane